# Se hur gudsvinden bär (psalm)
Se hur gudsvinden bär är en psalm med text och musik skriven 2001 av Ingmar Johánsson.

## Publicerad i
- Psalmer och Sånger 1987 som nummer 827 under rubriken "Att leva av tro - Kallelse".[1]